# Keith Lowe

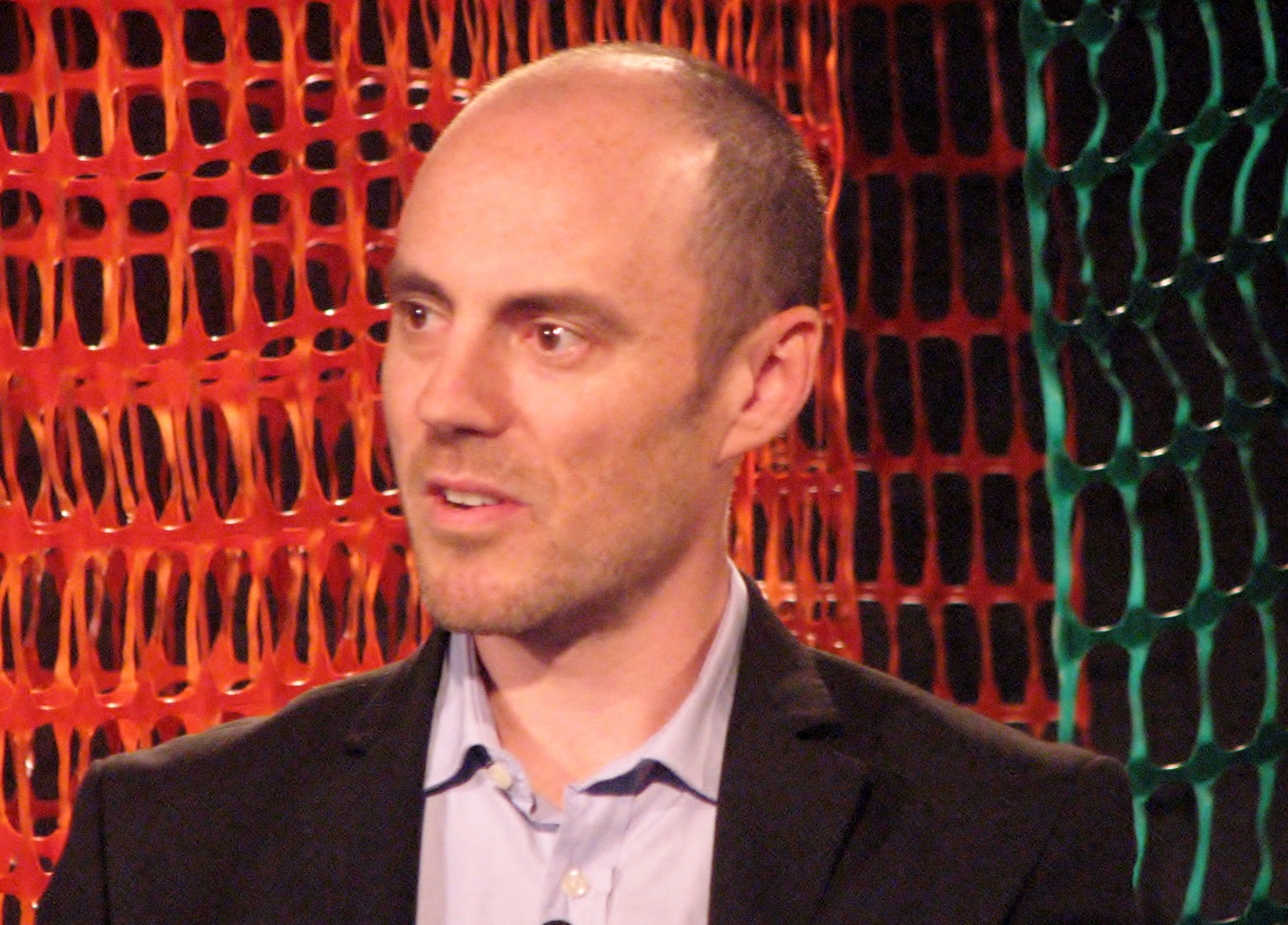
Keith Lowe in 2013

Keith Lowe (Londen, 1970) is een Brits auteur en historicus.

## Levensloop
Lowe studeerde Engelse Literatuur aan de universiteit van Manchester en werkte 12 jaar als redacteur bij uitgeverij Cassel (een onderdeel van Orion Publishing Group). Sinds 2010 is hij voltijds aan de slag als auteur. Hij woont in Londen met zijn vrouw en twee kinderen. Zijn werk is vertaald in het Duits, Zweeds, Nederlands, Japans, Servisch, Frans, Italiaans, Spaans, Pools, Grieks, Portugees, Ests, Noors, Russisch, Sloveens en Tsjechisch.

## Savage Continent: Europe in the Aftermath of World War II
Dit werk van Lowe is in het Nederlands vertaald (Het woeste continent) en handelt over de laatste fase van de Tweede Wereldoorlog en de gevolgen van deze oorlog in de daarop volgende jaren. Lowe bespreekt de rol van wraakgevoelens bij het uitbreken van dit conflict en poneert dat na de oorlog wraak een centrale plaats innam in de politiek van de geallieerden. Hij stelt dat het einde van de oorlog geen halt toeriep aan etnische zuiveringen, maar dat die gewoon doorgingen, zij het in andere landen en minder extreem (bijvoorbeeld het uitsturen van Joden die de concentratiekampen overleefden in Polen). Volgens de auteur was de Tweede Wereldoorlog niet louter een gevecht om grondgebied, maar speelden er diverse raciale, etnische en politieke motieven mee, die na de oorlog in alle hevigheid opkwamen.
Savage Continent werd bekroond met enkele prijzen.

## Prijzen
- 2013 - Hessell-Tiltman Prijs, Savage Continent
- 2015 - Italiaanse Nationale Prijs Cherasco Storia, Savage Continent